# John Charles
William John Charles, CBE (Swansea, 27 de dezembro de 1931 — Wakefield, 21 de fevereiro de 2004) foi um futebolista galês.
Se o norte-irlandês George Best foi eleito em pesquisa o melhor jogador do Reino Unido de todos os tempos, John Charles é considerado por muitos o melhor futebolista nascido na ilha da Grã-Bretanha - ambos à frente do inglês campeão mundial Bobby Charlton. Charles esteve na única Copa do Mundo FIFA disputada pela seleção galesa, a de 1958, sendo exatamente o grande desfalque, machucado, para a partida da eliminação de 1-0 frente o Brasil. Participou daquele torneio junto do irmão, Mel Charles.
Charles também é considerado o maior jogador britânico a ter atuado no futebol italiano, sobretudo pelo desempenho na Juventus, que por ele pagou uma soma recorde para a época. Destacava-se por ser alto e ainda assim bastante ágil e habilidoso, com grande impulsão e força no jogo aéreo, sabendo também jogar com bola no chão, complementando-se a Omar Sívori e Giampiero Boniperti - trio que fez história na equipe de Turim. Em seu site, a Juve descreve o galês como "o maior - e não apenas em tamanho - centroavante da história" dos bianconeri. Era o estrangeiro com mais gols pela Juventus, superado depois por Michel Platini e David Trezeguet.
Conhecido também pelo cavalheirismo, foi apelidado de Il Gigante Buono ("O Gigante Gentil"), jamais tendo sido expulso ou advertido em vinte anos de carreira.

## Carreira em clubes

### Primeira passagem pelo Leeds
Nascido em Cwmbwrla, no distrito de Swansea, era filho de um ex-futebolista que precisou encerrar precocemente a carreira. Charles ingressou aos 14 anos nos juvenis do Swansea City (então Swansea Town). Ainda juvenil, aos 16 anos, foi descoberto por um olheiro do Leeds United, onde teve a contratação efetivada após duas semanas de testes. Estreou no time adulto do Leeds já no ano seguinte, em 1949. Na ocasião, enfrentou o Queen of the South, sendo-lhe ordenado pelo treinador a marcar Billy Houliston, adversário que duas semanas antes havia marcado dois gols pela Escócia em vitória de 3-1 no clássico com a Inglaterra. Ao fim da partida, Charles foi elogiado por Houliston como o melhor centromédio que enfrentara. Inicialmente, disputava a segunda divisão inglesa.
Foi na temporada 1952-53 que Charles passou a jogar como centroavante, marcando então 26 gols em 40 partidas. Na seguinte, em 39 partidas, marcou 43 vezes, no que ainda é um recorde individual no clube. Na seguinte, marcou 39. O acesso à elite viria na temporada 1955-56, despertando interesses de Arsenal e Manchester United no galês. Os Whites, porém seguraram seu destaque, que, na primeira temporada na primeira divisão, terminaria como artilheiro - com 38 gols,[carece de fontes?] em 40 jogos, no que foi um grande assombro na época, além de melhor marca de um artilheiro do torneio em relação aos vinte anos anteriores, tudo por um clube que terminou a competição em oitavo. Porém, um incêndio em ainda em setembro de 1956 em um dos setores do estádio de Elland Road comprometia as finanças do Leeds.
Em abril de 1957, Charles já era observado em pessoa por Umberto Agnelli, presidente da Juventus, presente na primeira vez em que o atacante foi capitão da seleção galesa, naquela ocasião. Iniciou-se uma longa negociação de três meses, intermediada pelo comentarista Kenneth Wolstenholme, fã do futebol italiano, mais tarde célebre pela narração do título da Inglaterra na Copa do Mundo FIFA de 1966; e por Gigi Peronace, empresário italiano que se instalara no Reino Unido, iniciando um intercâmbio intenso de jogadores britânicos à Serie A. Charles seria precisamente o primeiro dessa leva, após a presença britânica, marcante entre os pioneiros do futebol na Itália, ter se escasseado ainda no começo do século XX, antes do profissionalismo ser adotado por lá.

### Juventus

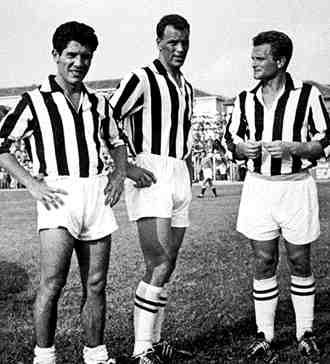
Entre os colegas Omar Sívori e Giampiero Boniperti, trio histórico na Juventus

O negócio tardou até agosto para ser assinado. A Juventus concorria com Lazio e Real Madrid, mas conseguiu obter Charles pelo valor de 65 mil liras, um recorde para a época, o qual também representava o dobro do recorde já pago por um futebolista britânico. O próprio jogador teria direito a 10 mil libras e regalias como carros da FIAT, convencendo-se. Charles marcou nas três primeiras rodadas, mas em duas delas o clube perdeu,[carece de fontes?] chegando a inicialmente sofrer ameaça de rebaixamento na temporada 1957-58 - gerando assim ceticismo quanto ao êxito do galês, visto como improvável pela imprensa britânica. A chegada do argentino Omar Sívori, pouco depois, ajudou a mudar o cenário. Ambos iniciaram grande trio com o já ídolo Giampiero Boniperti, figura desde a década de 1940. Ao fim de 1957, a Ballon d'Or premiou o galês como o sexto melhor jogador europeu do ano, já considerando seu desempenho inicial na Juventus.[carece de fontes?]
A Juve terminara campeã no que foi precisamente o décimo título italiano do clube de Turim, que assim se tornou a maior campeã isolada, superando o Genoa, além de tornar-se a primeira equipe do país a poder ostentar uma estrela no peito (honrara concedida a cada dez títulos vencidos). O grande destaque foi precisamente Charles, que terminou o torneio na artilharia, com 28 gols em 34 jogos. Dentre seus gols, o único em vitória como visitante no clássico com o Torino, dois em 3-1 de virada contra a Internazionale, um em 3-1 sobre a Lazio, os três de 3-0 sobre a Atalanta, outros três em 4-1 sobre a Sampdoria, dois em 4-1 no reencontro com o rival Torino no segundo turno, um cada sobre Milan (1-0) e Inter (2-2) e três em 4-1 em reencontro com a Lazio, em plena Roma.[carece de fontes?] Os sete gols que marcou nas primeiras dez rodadas foram um recorde só igualado por Cristiano Ronaldo, na temporada 2018-19. O galês acabou eleito o melhor jogador da temporada na Serie A, cativando também por sempre exibir um sorriso a despeito de dificuldades iniciais de adaptação extracampo. Posteriormente, ficou em terceiro na Ballon d'Or de 1958, abaixo de Raymond Kopa e Helmut Rahn.[carece de fontes?]
Na temporada seguinte, a Juve ficou apenas em 4º na Serie A, mas o galês marcou 19 vezes, suficiente para fazer dele o artilheiro do elenco bianconero. Um foi sobre o próprio campeão Milan, em derrota de 5-4 em Turim. Também marcou em vitória de 3-1 em Milão sobre a Internazionale, em 2-0 sobre a Roma, três em 4-3 sobre o Genoa e em derrota de 3-2 no clássico com o Torino;[carece de fontes?] nessa ocasião, perdeu de propósito outra chance, após machucar acidentalmente com o cotovelo em disputa aérea com seu marcador, o que o deixara a princípio livre contra o goleiro. O fair play em pleno dérbi com resultado negativo fez com que uma romaria de torcedores rivais aparecessem na residência de Charles na madrugada para convencê-lo a jogar no rival. Ele recusou, mas convidou-os a adentrarem para tomarem vinho. Já na Copa da Itália, a equipe de Turim foi campeã pela primeira vez desde 1942. Charles abriu o placar na decisão, vencida por 4-1 sobre a Inter. Pela segunda temporada seguida, o galês ficou em terceiro na Ballon d'Or]], dessa vez abaixo de Alfredo Di Stéfano e Raymond Kopa.[carece de fontes?]

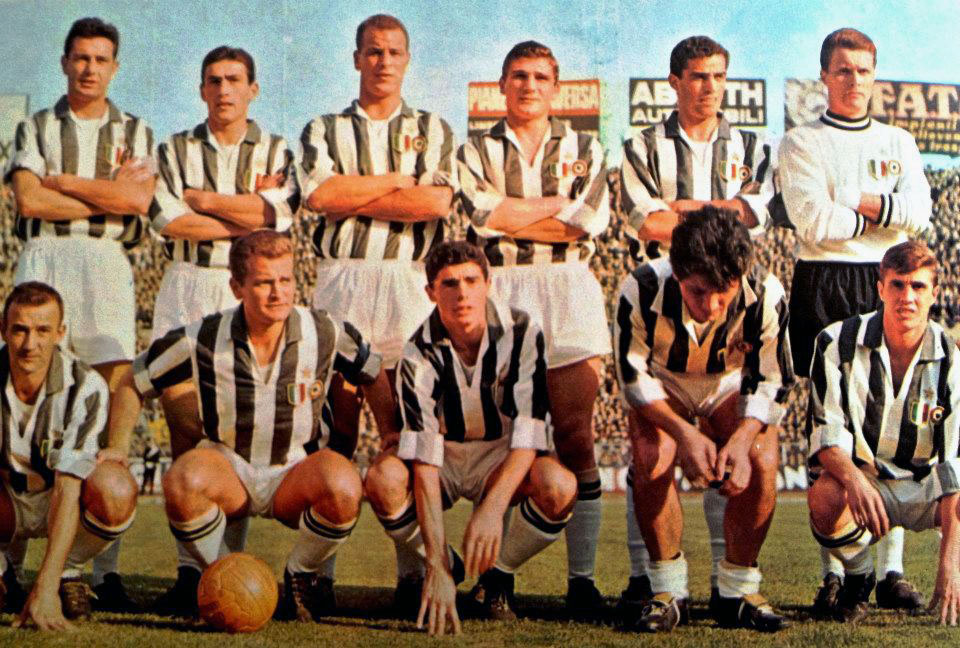
Juventus da temporada 1960-61. Charles, o jogador mais alto, é o terceiro em pé, da esquerda para a direita

Na temporada 1959-60, Charles e a Juventus retomaram o título no campeonato italiano, com o galês marcando 23 vezes em 34 partidas, incluindo o único no 1-0 sobre a Internazionale, o do empate em 2-2 a doze minutos do fim contra a Roma na capital, uma tripletta (contra a SPAL, em 6-3 fora de casa) e diversas dopiettas, contra Vicenza (4-1), Alessandria (7-0), Bologna (tanto na derrota de 3-2 fora de casa como na vitória por 3-0 em Turim) e Genoa (6-2 fora de casa).[carece de fontes?] A Juve também foi bicampeã seguida na Copa da Itália, com o galês destacando-se na decisão com a Fiorentina: abriu o placar e, após a virada adversária para 2-1, o empatou no minuto 73. Na prorrogação, a Juventus conseguiu assinalar o 3-2.[carece de fontes?] Foi a primeira vez em que o clube conseguiu em uma mesma temporada os dois troféus nacionais. O clube só voltaria a repetir o feito na temporada 1994-95.
Em 1960, Charles foi votado o 7º melhor jogador europeu da temporada na Ballon d'Or. Na temporada seguinte, a de 1960-61, o título italiano virou um bicampeonato seguido. Charles contribuiu com 15 gols em 31 jogos, incluindo dois em vitória de 4-1 sobre a Lazio em Roma, marcando também sobre a Roma, Fiorentina (em ambas, em vitórias de 3-0), Milan (em derrota de 4-3 em Turim) e uma dopietta contra o Bologna (3-0). Charles permaneceu considerado entre os dez melhores jogadores europeus, ficando em oitavo na Ballon d'Or, vencida pelo colega Omar Sívori.[carece de fontes?]

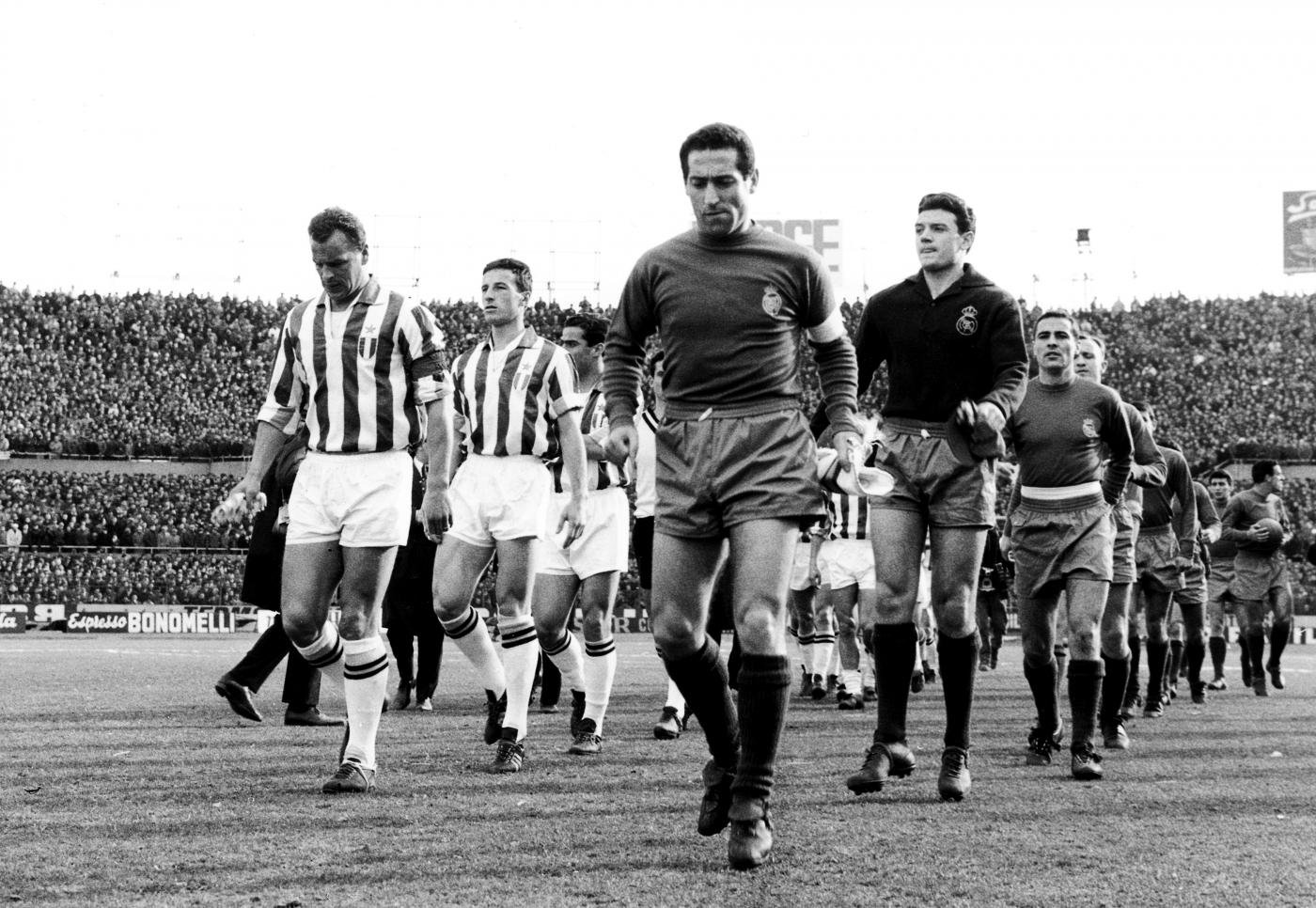
Juventus antes de partida contra o Real Madrid pelas quartas-de-final da Liga dos Campeões da UEFA de 1961-62. Charles, capitão dos italianos, é o jogador alvinegro mais à frente, à esquerda na foto. A Juve provocaria naqueles duelos a primeira derrota do Real dentro de Madrid na história da competição

Como campeã italiana, a Juventus avançou até as quartas-de-final da Liga dos Campeões da UEFA de 1961-62, quando enfrentou o Real Madrid, após eliminar o Partizan em placar agregado de 7-1. Em Turim, os espanhóis venceram por 1-0 e ficaram extremamente confiantes no jogo de volta, pois jamais haviam perdido em casa em partidas válidas pela competição, na qual haviam sido recentemente pentacampeões seguidos (entre as temporadas 1955-56 e 1959-60). A Juventus conseguiu o feito de encerrar a invencibilidade adversária em Madrid, repetindo o 1-0, forçando uma terceira partida no neutro Parc des Princes, em Paris. Nesse jogo, John Charles jogou mais recuado para reforçar a contenção aos craques do oponente. Porém, lesionou-se aos 15 minutos de jogo, condicionando o restante da partida: como não eram permitidas substituições, precisou ficar até o fim. O Real venceu por 3-1, com dois gols após os 20 minutos do segundo tempo.
Charles, uma vez mais, ficou entre os dez primeiros da Ballon d'Or, em nono ao fim do ano de 1962. Contudo, em paralelo ao avanço na competição continental, no campeonato italiano o clube ressentiu-se da aposentadoria de Giampiero Boniperti em 1961, terminando-o apenas em 12º, colocação mais baixa até o rebaixamento nos tribunais em 2006. Charles marcou nos clássicos contra Milan, Internazionale e Torino, mas só o jogo contra o Toro foi vencido - os resultados foram, respectivamente, duas derrotas de 4-2 em Turim e vitória de 3-1 como visitante.[carece de fontes?] Foi a última temporada do galês em Turim. Ao todo, foram 93 gols em 155 partidas pela Vecchia Signora, que negociou-o de volta com o Leeds United. Charles era àquela altura o estrangeiro com mais gols pela Juventus, sendo depois superado por Michel Platini e David Trezeguet.

### Últimos anos
O Leeds estava na segunda divisão, mas Charles tinha também razões familiares para voltar a seu país, pois preocupava-se que o filho fosse alfabetizado em inglês. O retorno foi acertado em 53 mil libras. Charles, porém, não se readaptou, e em novembro de 1962 já estava novamente no futebol italiano, dessa vez para defender a Roma - em negócio de 70 mil libras. Charles começou bem, marcando quatro vezes entre a 9ª e a 14ª rodadas.[carece de fontes?] Porém, lesões e problemas pessoas impediram êxito na capital, atuando somente dez vezes pelo novo clube.
Assim, voltou ao País de Gales, agora para defender justamente o arquirrival do Swansea, o clube onde Charles começara. Para o ódio da torcida dos Swans, no Cardiff City Charles conquistou duas Copas Galesas (1964 e 1965) e ainda participou da goleada de 5-0 que rebaixou o Swansea à terceira divisão inglesa em 1965. Ao fim, jogou simultaneamente como jogador e técnico no inglês Hereford United e no galês Merthyr Tydfil, onde encerrou a carreira, em 1974, aos 43 anos de idade.

## Seleção

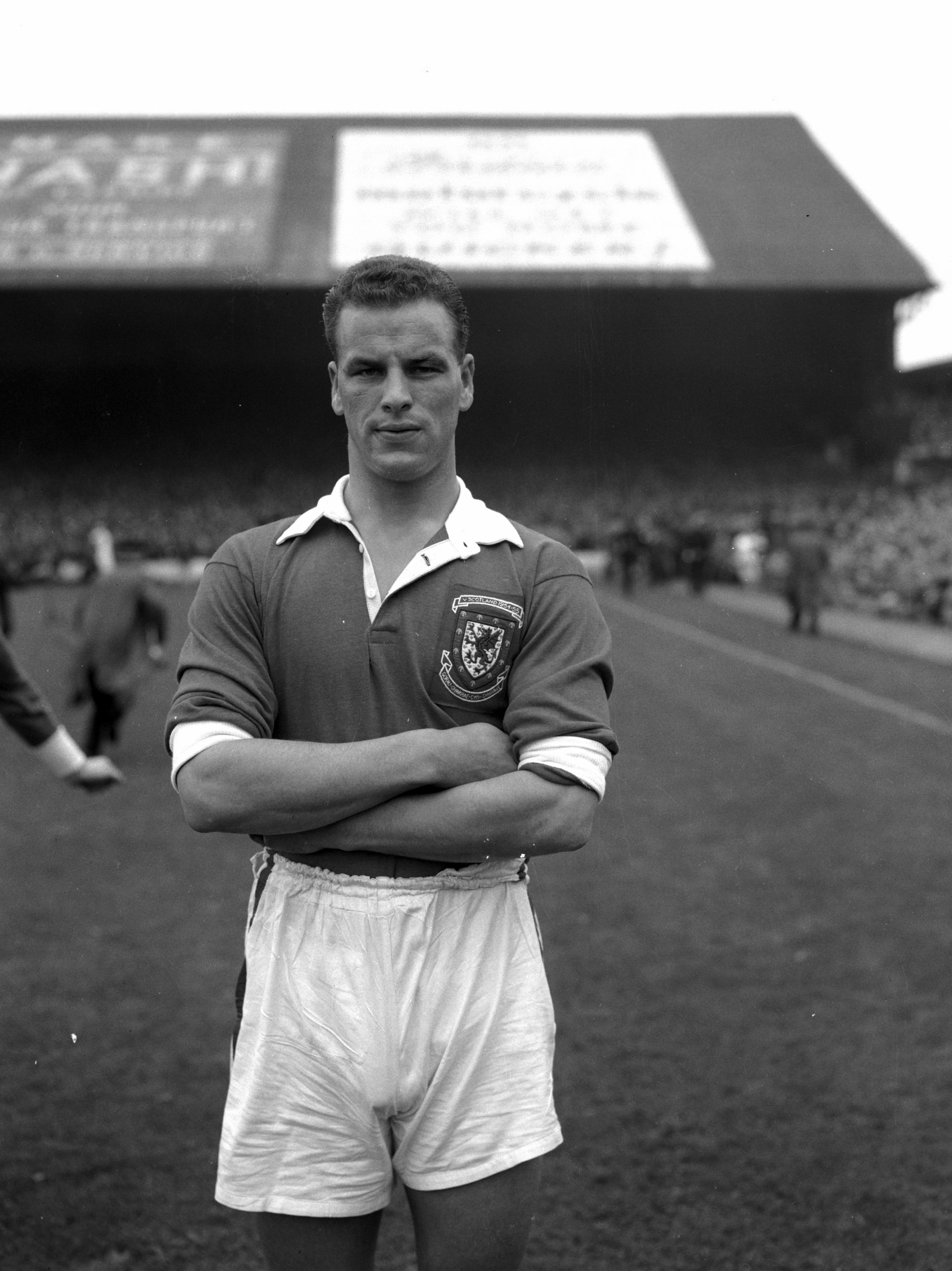
Charles pelo País de Gales em 1954, em Cardiff

John Charles estreou em 1950 pelo País de Gales, defendendo-o até 1965, marcando quinze vezes em 38 partidas.[carece de fontes?] Nesse período, Gales ganhou três Campeonatos Britânicos, nas temporadas 1951-52 (título dividido com a Inglaterra, 1955-56 (título dividido entre todas as quatro seleções) e 1959-60 (dividido com Inglaterra e Escócia). Charles foi duas vezes artilheiro do torneio, nas temporadas de 1953-54 (três gols), a despeito dos galeses terem terminado em último em edição que também serviu como um dos grupos europeus das eliminatórias da Copa do Mundo FIFA de 1954; e de 1954-55 (cinco gols), quando ficaram apenas em terceiro.[carece de fontes?]
Dois dos três gols de Charles na edição "eliminatória" de 1953-54 foram no Hampden Park em Glasgow, em empate em 3-3 no qual o segundo gol de Charles empatou a dois minutos do fim a partida,[carece de fontes?] em tempos em que os escoceses tinham nível parelho com os ingleses a ponto de terem mais vitórias do que derrotas nos clássicos com estes, algo só revertido na década de 1980. Já dos cinco gols da outra artilharia de Charles, na edição 1954-55, dois vieram em Wembley, embora em dia de derrota de 3-2 para os ingleses. Contra essa outra seleção vizinha, Charles ainda marcaria outro gol na edição de 1956-57 (abrindo o placar em derrota de 3-1) e, curiosamente, um gol contra na edição 1955-56, sem impedir vitória galesa por 2-1 em Cardiff.[carece de fontes?]
Também no período em que Charles defendeu Gales, a seleção classificou-se à sua única Copa do Mundo FIFA, na edição de 1958. Nas eliminatórias, Charles chegou a ser decisivo involuntariamente: o goleiro da Bulgária vinha sendo o destaque de duelo em Cardiff, mantendo o placar zerado até chocar-se com o atacante, cujo porte físico avantajado o protegeu de sequelas enquanto o búlgaro fraturou o nariz, torceu um dos ombros e sofreu leve concussão, precisando ainda assim permanecer em campo por não serem permitidas substituições; faltavam vinte minutos e nessas condições os galeses construíram vitória por 2-0.
A despeito de seu grande sucesso na Juventus, Charles esteve perto de não ir à Copa: naquela temporada de 1957-58, a Itália não se classificou ao mundial e, para preencher o calendário, a federação italiana programou o retorno da Copa da Itália, que não era disputada desde 1943. O clube e a federação dificultaram a liberação do astro, que só foi confirmada onze dias da estreia galesa; Charles chegou a Estocolmo com quatro dias de antecedência. A despeito da ocasião especial, a delegação havia ido à Suécia sem maior alarde na terra natal; o irmão de John, Mel Charles (também convocado), chegou a ser no retorno indagado por um amigo se estava de férias, sem notícias da participação galesa na Copa - em uma nação em que os códigos de rúgbi são muito mais populares do que o futebol, especialmente na região sul, onde situa-se a capital galesa Cardiff, onde desperta paixão religiosa.
Na Suécia, por sua vez, John Charles  foi uma atração, o que também pesou-lhe negativamente: foi o grande alvo de pesada marcação das partidas contra a Hungria, rendendo-lhe lembrança registrada em sua posterior autobiografia como "eu me lembro de pular em um cruzamento e um dos húngaros me segurar pelo pescoço com as duas mãos". Exatamente em cabeceio, Charles empatou em 1-1 o primeiro duelo com os húngaros, resultado surpreendente. Foi necessário nova partida para definir qual das duas seleções, igualadas na pontuação, avançaria aos mata-matas. Charles sofreu três pênaltis não assinalados pela arbitragem, mas ainda assim os britânicos venceram de virada por 2-1 em gols com participação importante do astro - que deu a assistência para o primeiro, de Ivor Allchurch, enquanto no segundo sua presença acompanhando a jogada de Terry Medwin provocou indecisão no goleiro Gyula Grosics em quem observar, propiciando que Medwin tivesse melhor ângulo para marcar.
Charles àquela altura já andava mancando e não teve condições de jogo para enfrentar o Brasil, que venceria por apenas 1-0, no primeiro gol de Pelé na Copa do Mundo FIFA. O treinador Jimmy Murphy lamentaria o desfalque, atribuindo-lhe grande peso na derrota. Ainda assim, o resultado foi visto como honroso pela imprensa britânica e, a despeito de boas gerações galesas nas décadas de 1980e de 1990, a participação naquela Copa permaneceria como a única de Gales em grandes torneios até a disputada da Eurocopa 2016.
Após a Copa, Charles e Gales ganharam o Campeonato Britânico de 1959-60, no qual Charles marcou o único gol de vitória fora de casa sobre a Escócia. Contra os escoceses, também marcaria um dos gols em derrota de 3-2 em Cardiff na edição 1962-63.[carece de fontes?]
Charles também disputou um jogo pela Seleção Britânica, em amistoso no Windsor Park, em Belfast em 13 de agosto de 1955, que comemorava os 70 anos da Associação Irlandesa de Futebol. Assim, naquela ocasião os britânicos vestiram o uniforme da Irlanda do Norte, em derrota de 4-1 para a seleção do Resto da Europa. Integrou ainda a seleção do campeonato italiano reunida por cinco vezes entre 1960 e 1962 contra combinados britânicos similares. No último deles, em 29 de novembro de 1962, Charles fez os dois gols "italianos" em derrota de 3-2 em Highbury, em Londres, contra o combinado do campeonato inglês - que era de facto a própria seleção inglesa, alinhada com Bobby Moore, Jimmy Greaves e outros.[carece de fontes?]

## Homenagens
O grande carinho e respeito que despertou nos torcedores fizeram-no ser eleito em 1997, o ano do centenário da Juventus, o melhor jogador estrangeiro a ter jogado no clube, superando concorrentes de peso como os franceses Michel Platini e Zinédine Zidane e o polonês Zbigniew Boniek, entre outros. Charles também seria eleito o melhor estrangeiro a ter jogado o Campeonato Italiano, ficando aí à frente também de Diego Armando Maradona, Zico, Marco van Basten e várias outras estrelas. Mesmo no final da vida, Charles dificilmente caminhava em Turim sem ser abordado por fãs.
Em 1999, a revista britânica World Soccer elegeu os cem maiores jogadores do século XX e inseriu John Charles na 30ª colocação, à frente de [Lothar Matthäus]], Gordon Banks, Jürgen Klinsmann, Dennis Bergkamp, Karl-Heinz Rummenigge, Gary Lineker, Giuseppe Meazza, Rivellino, Didi, Peter Schmeichel, George Weah, Just Fontaine, Dino Zoff, Hristo Stoichkov, Rivaldo, Tostão, Frank Rijkaard, Roger Milla, Michael Laudrup, Sócrates, Daniel Passarella, Sándor Kocsis, Juan Alberto Schiaffino, Christian Vieri, Mario Kempes, Johan Neeskens, Alessandro Del Piero, Enzo Francescoli, Edgar Davids, Falcão, Sepp Maier, Ryan Giggs, Zbigniew Boniek, Giacinto Facchetti, Raymond Kopa, Ladislao Kubala e Gérson, dentre outros. Em eleição similar, a revista italiana Guerin Sportivo escolheu os cinquenta maiores e o colocou em 44º, à frente de Nilton Santos, Luis Suárez e novamente Rivellino e Passarella, dentre outros.[carece de fontes?]
Em 2000, Charles foi considerado pela Federação Internacional de História e Estatísticas do Futebol como o 84º maior jogador europeu do século XX, empatado com Flórián Albert, Paul Breitner, Emilio Butragueño e Ronald Koeman e à frente de Wolfgang Overath, Günter Netzer e Grzegorz Lato, dentre outros.[carece de fontes?]
Foi agraciado como Comandante do Império Britânico em 2001, havendo também uma campanha para torná-lo Cavaleiro. No mesmo ano, tornou-se o primeiro não-italiano no Hall da Fama Azzurri. Em novembro de 2003, foi anunciado como o melhor jogador galês dos 50 anos da UEFA, nos Prêmios do Jubileu da entidade. Morreu pouco depois, em fevereiro de 2004, em Wakefield, na Inglaterra, um mês após sofrer ataque cardíaco quando era entrevistado pela televisão italiana, infortúnio que chegou a antes obriga-lo a ter uma perna parcialmente amputada.

## Títulos
Juventus
- Serie A: 1957–58, 1959–60, 1960–61
- Coppa Italia: 1958–59, 1959–60

Cardiff City
- Copa de Gales: 1963–64, 1964–65

Seleção Galesa
- Campeonato Britânico: 1951–52, 1955–56, 1959–60

### Prêmios individuais
- Prêmio do Jubileu da UEFA: País de Gales

### Artilharias
- Campeonato Inglês de 1956–57 (38 gols)
- Serie A de 1957–58 (28 gols)